# Municipio de Spring Valley (condado de Turner)
El municipio de Spring Valley (en inglés: Spring Valley Township) es un municipio ubicado en el condado de Turner en el estado estadounidense de Dakota del Sur. En el año 2010 tenía una población de 193 habitantes y una densidad poblacional de 2,08 personas por km².

## Geografía
El municipio de Spring Valley se encuentra ubicado en las coordenadas 43°12′47″N 97°13′12″O / 43.21306, -97.22000. Según la Oficina del Censo de los Estados Unidos, el municipio tiene una superficie total de 92.57 km², de la cual 92,57 km² corresponden a tierra firme y (0 %) 0 km² es agua.

## Demografía
Según el censo de 2010, había 193 personas residiendo en el municipio de Spring Valley. La densidad de población era de 2,08 hab./km². De los 193 habitantes, el municipio de Spring Valley estaba compuesto por el 98,96 % blancos y el 1,04 % eran de una mezcla de razas. Del total de la población el 0 % eran hispanos o latinos de cualquier raza.